# Gracilimus radix
Gracilimus radix és una espècie de mamífer rosegador de la família dels múrids. És endèmic de l'illa indonèsia de Sulawesi. Té una llargada de cap a gropa de 108-125 mm, la cua de 151-163 mm i els peus de 28-30 mm. El seu nom específic, radix, significa ‘arrel’ en llatí. Com que fou descoberta fa poc, l'estat de conservació d'aquesta espècie encara no ha estat avaluat formalment.